# A.J. Foyt Enterprises
A.J. Foyt Enterprises è una squadra automobilistica statunitense che milita nella IndyCar Series e precedentemente del campionato NASCAR. È di proprietà di A.J. Foyt, ex pilota automobilistico statunitense quattro volte vincitore della 500 Miglia di Indianapolis.
La squadra venne fondata nel 1965 e vinse tre Campionati Nazionali USAC (nel 1967, 1975 e 1979) e due 500 Miglia di Indianapolis (nel 1967 e 1977), sempre con A.J. Foyt al volante. Il team ha poi vinto il titolo IRL nel 1996 con Scott Sharp e nel 1998 con Kenny Bräck, che vinse anche la 500 Miglia di Indianapolis nel 1999.
Nel 2006 il team si affida alla guida di Felipe Giaffone. Dopo un buon inizio di stagione però arriva il declino e così, al termine della 500 Miglia di Indianapolis viene esonerato e sostituito con Jeff Bucknum.
Nel 2007 la squadra venne rilevata da Larry Foyt che scelse il pilota Darren Manning per l'intera stagione. Il britannico concluse il campionato al 13º posto.
Negli anni successivi si sono susseguiti molti piloti noti come Vítor Meira, Paul Tracy, A.J. Foyt IV. Per il 2013 il team ha scelto di affidare le monoposto all'ex pilota di Formula 1 giapponese Takuma Satō e Conor Daly.

## Piloti che hanno corso per il team in IndyCar Series
- Marco Greco (1996)
- Mike Groff (1996)
- Davey Hamilton (1996–1997)
- Scott Sharp (1996–1997)
- Paul Durant (1997)
- Billy Boat (1997–2000)
- Greg Ray (1998, 2001–2002)
- Kenny Bräck (1998–1999)
- Robbie Buhl (1999)
- Jeff Ward (2000)

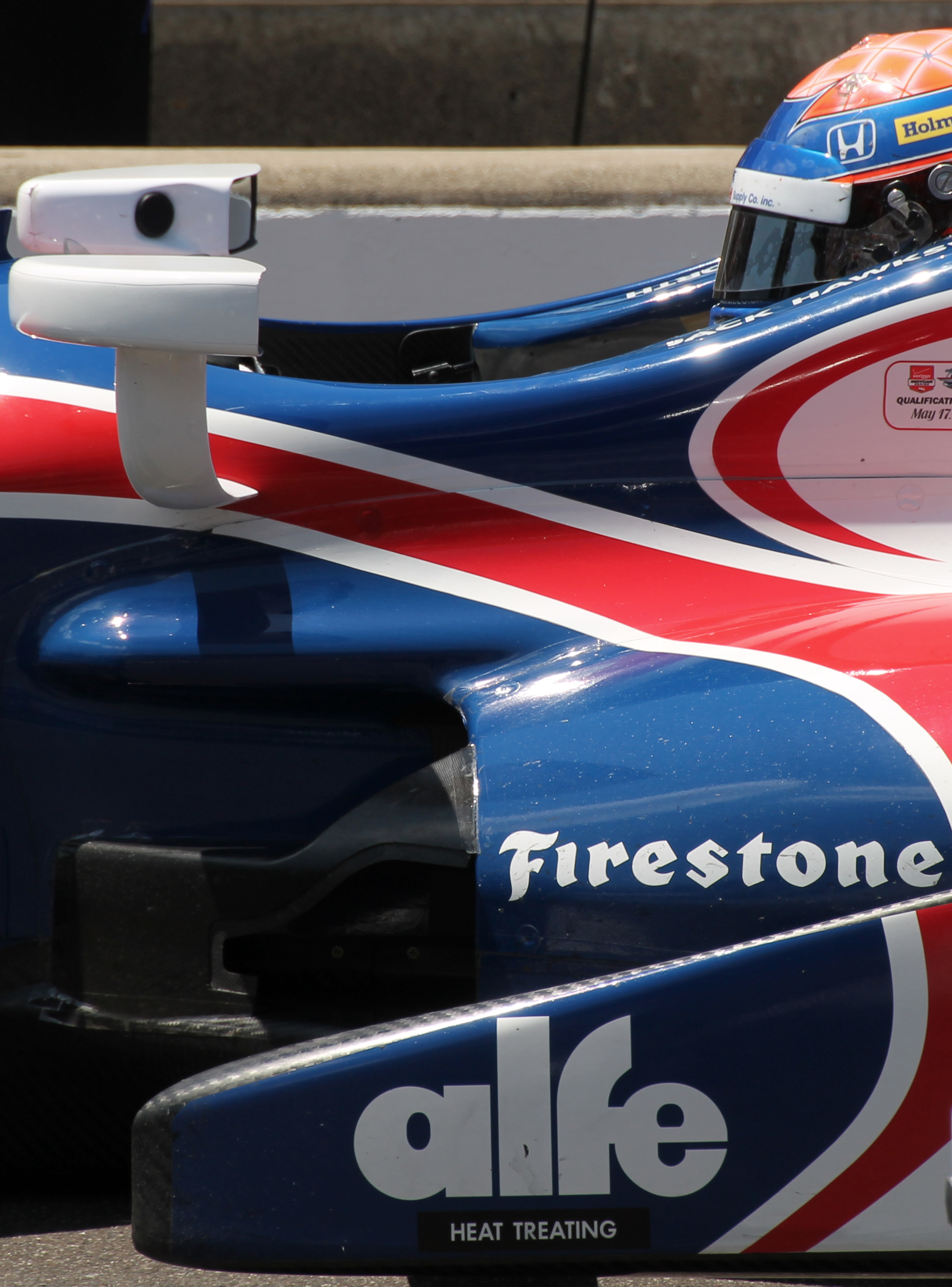
Jack Hawksworth, 2015

- Eliseo Salazar (2000–2002)
- Robby Gordon (2001)
- Donnie Beechler (2001–2002)
- Richie Hearn (2002)
- Airton Daré (2002–2003)
- A. J. Foyt IV (2003–2005, 2009)
- Shigeaki Hattori (2003)
- Larry Foyt (2004–2006)
- Jeff Bucknum (2005–2006)
- Felipe Giaffone (2005–2006)
- Al Unser, Jr. (2007)
- Darren Manning (2007–2008)
- Ryan Hunter-Reay (2009)
- Paul Tracy (2009)
- Vítor Meira (2009–2011)
- Mike Conway (2012)
- Takuma Sato (2013–2016)
- Conor Daly  (2013, 2017)
- Martin Plowman  (2014)
- Jack Hawksworth (2015–2016)
- Alex Tagliani (2015–2016)
- Carlos Muñoz (2017)
- Zach Veach (2017)
- Tony Kanaan (2018–2020)
- Matheus Leist (2018–2019)
- Sébastien Bourdais (2020–2021)
- Dalton Kellett (2020–2022)
- Charlie Kimball (2020–2021)
- J. R. Hildebrand (2021–2022)
- Kyle Kirkwood (2022)
- Tatiana Calderón (2022)
- Benjamin Pedersen (2023)
- Santino Ferrucci (2023–presente)
- Sting Ray Robb (2024)
- David Malukas (2025–presente)